# 天夢森流彩
天夢 森流彩（てんむ しんりゅうさい）は日本のイラストレーター。兵庫県出身。埼玉県さいたま市大宮区在住。

## 概要
個人サークル「和（なごみ）」主宰。 
主に「巫女」やアイヌ民族をテーマとした創作で活動しており、コミケでは最大級の「シャッターサークルサークル」の一つである。
かつては「サムライスピリッツ」で活動し、アンソロジーにも参加していた。
同じく巫女や和服をテーマとする創作で活躍するイラストレーター土山にうとは交際がある。
阪神・淡路大震災を経験している。

## 作品リスト

### イラスト
- 天夢&カントクのそこまで言って委員会(発行：メディエイション・発売:ビオ・マガジン)
- 諸君！巫女に萌えているか！？

ともに「E☆2」に連載中。